# Natalya Klimova
Pour les articles homonymes, voir Klimova.
Natalya Klimova-Nazemblo, en russe : Наталя Генрихівна Климова-Назембло, née le 31 mai 1951 à Marioupol, dans la République socialiste soviétique d'Ukraine, est une joueuse soviétique de basket-ball. Elle évolue durant sa carrière au poste d'ailière.

## Palmarès
- Championne olympique 1976
- Championne du monde 1971
- Championne du monde 1975
- Championne d'Europe 1972
- Championne d'Europe 1974
- Championne d'Europe 1976